# Melanitis valentina
Melanitis valentina är en fjärilsart som beskrevs av Hans Fruhstorfer 1908. Melanitis valentina ingår i släktet Melanitis och familjen praktfjärilar. Inga underarter finns listade i Catalogue of Life.